# Margaret River Tennis International
Il Margaret River Tennis International è un torneo professionistico di tennis giocato su campi in cemento. Fa parte dell'ITF Men's Circuit e dell'ITF Women's Circuit. Si gioca annualmente a Margaret River in Australia.

## Albo d'oro

### Singolare maschile
| Anno | Campione      | Finalista   | Punteggio     |
| ---- | ------------- | ----------- | ------------- |
| 2012 | Michael Venus | Adam Feeney | 6–3, 3–6, 6–3 |

### Doppio maschile
| Anno | Campioni                        | Finalisti                   | Punteggio      |
| ---- | ------------------------------- | --------------------------- | -------------- |
| 2012 | Luke Saville Andrew Whittington | Matthew Barton Michael Look | 7–6(6), 7–6(4) |

### Singolare femminile
| Anno | Campionessa       | Finalista       | Punteggio |
| ---- | ----------------- | --------------- | --------- |
| 2012 | Victoria Larrière | Olivia Rogowska | 6–3, 6–3  |
| 2013 | Anett Kontaveit   | Irina Falconi   | 6–2, 6–4  |

### Doppio femminile
| Anno | Campionesse                             | Finaliste                                 | Punteggio               |
| ---- | --------------------------------------- | ----------------------------------------- | ----------------------- |
| 2012 | Miyabi Inoue Mai Minokoshi              | Nicha Lertpitaksinchai Peangtarn Plipuech | 6(8)–7, 7–6(3), [14–12] |
| 2013 | Noppawan Lertcheewakarn Arina Rodionova | Monique Adamczak Tammi Patterson          | 6–2, 3–6, [10–8]        |